# Laurentius Finckelthaus

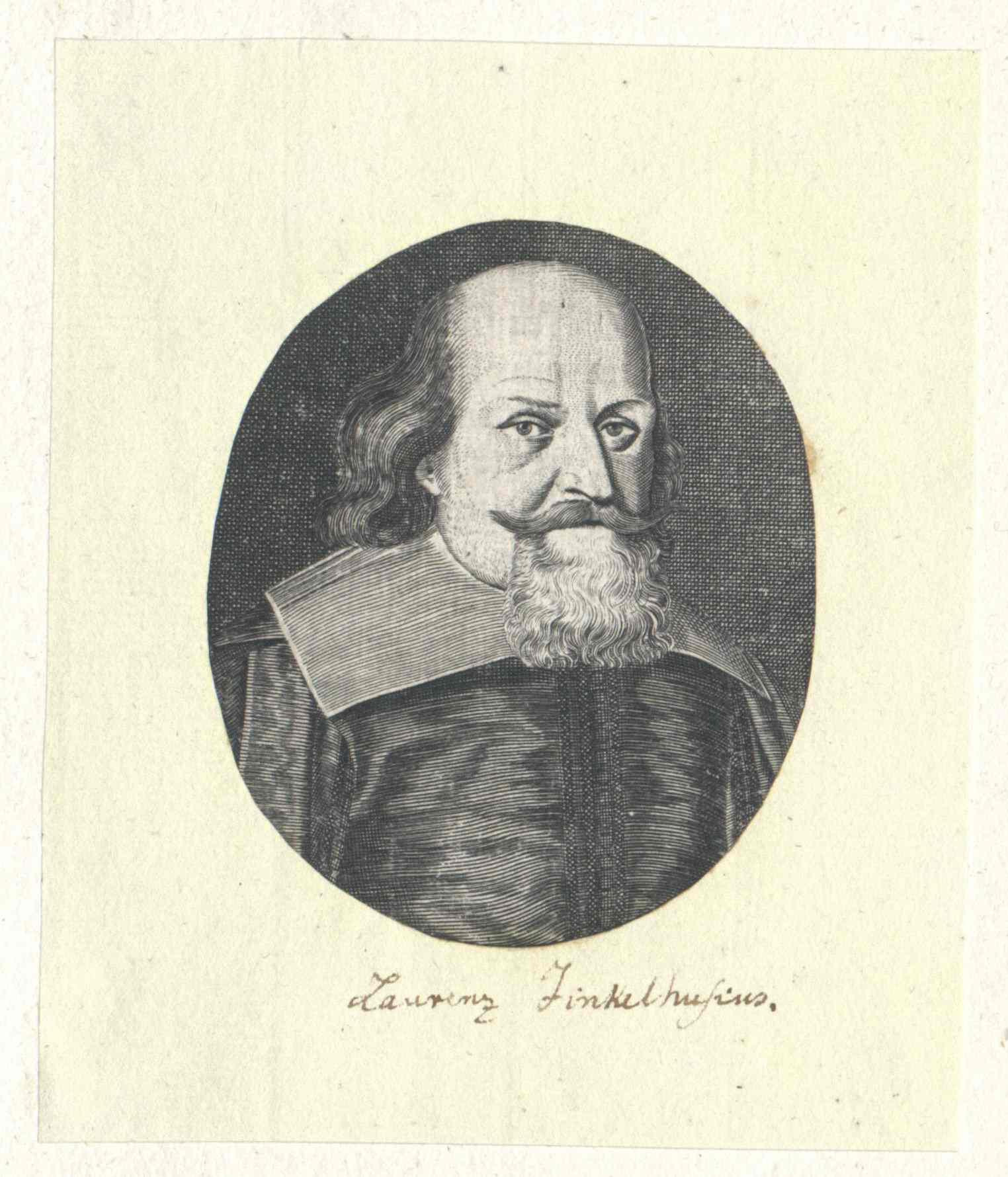
Laurentius Finckelthaus

Laurentius Finckelthaus (* 17. Dezember 1555 in Leipzig; † 11. März 1606 in Lübeck) war ein deutscher neulateinischer Dichterjurist und Syndicus der Hansestadt Lübeck.

## Leben
Finckeltaus war Sohn des gleichnamigen Richters in Leipzig Lorenz Finckelthaus (1524–1580) und ein Halbbruder des Leipziger Richters Sigismund Finckelthaus. Er begann das Studium der Rechtswissenschaften an der Universität Leipzig, welches er 1572 mit dem Bakkalaureus und 1575 mit dem Magister abschloss. 1579 immatrikulierte er sich an der Universität Wittenberg, wurde aber 1580 in Leipzig Lizentiat der Rechte und unternahm danach seine Grand Tour nach Italien. Er promovierte 1585 an der Universität Jena.
Als Assessor am Schöppenstuhl zu Leipzig wurde er 1596 wegen der Übernahme des Lübecker Syndicats angesprochen und zur Vorstellung nach Lübeck eingeladen. Die Besetzung dieses Amtes war für den Lübecker Rat in den Vorjahren in der Nachfolge des zum Bürgermeister aufgestiegenen Syndicus Hermann Warmboeke schwierig gewesen. 1594 war der verpflichtete Johann Conrad Varnbüler von seinem Dienstherrn Herzog Heinrich Julius entgegen den Absprachen nicht frei gegeben worden und trat daher seinen Dienst in Lübeck nicht an. Mit zumindest zwei weiteren Kandidaten war sich der Rat nicht einig geworden. Insofern wurde Finckelthaus im März 1596 zunächst auf sechs Jahre von dem Zeitpunkt seiner Ankunft in Lübeck an verpflichtet und nahm sein Amt dann tatsächlich am Johannistag 1596 auf und wurde dementsprechend am 8. Juli 1596 unter Eid genommen. In seine Amtszeit fielen die Reiserschen Unruhen in Lübeck.
Am 1. März 1603 wurde Laurentius Finckeltaus von Kaiser Rudolf II. in Prag zum Poeta Laureatus erhoben. Seine Erhebung ist von sofern von Bedeutung, als sie eine der wenigen Erhebungen dieser Zeit des Barocks ist, die archivalisch überliefert sind, so dass John Flood den Volltext des Entwurfs seines Ernennungsschreibens bereits in der Einleitung seines Werkes wiedergibt.
Er war 1603 Gesandter der Stadt auf dem Reichstag in Regensburg und 1604 in London bei König Jakob I. von England wegen der Restitution des beschlagnahmten Stalhofs.
Finckelthaus wurde am 11. März 1606 von seinem eigenen Diener erstochen und in der Gallin-Kapelle der Lübecker Marienkirche beigesetzt. Zum dichterischen Werk Finckelthaus besteht nach den Angaben von Flood keine Sekundärliteratur. Nachfolger als erster Syndikus in Lübeck wurde Martinus Nordanus.

## Werke
- Commentatiuncula sive oratio de certitudine iurisprudentia, & causis mutationis legum... cui acesserunt Poemata autoris eiusdem. Myliander, Rostock 1598, F 1079 im VD 16.
 urn:nbn:de:bvb:12-bsb00032629-3